# Grimaucourt-près-Sampigny
Grimaucourt-près-Sampigny is een gemeente in het Franse departement Meuse (regio Grand Est) en telt 102 inwoners (2009). De plaats maakt deel uit van het arrondissement Commercy.

## Geografie
De oppervlakte van Grimaucourt-près-Sampigny bedraagt 9,8 km², de bevolkingsdichtheid is dus 10,4 inwoners per km².
De onderstaande kaart toont de ligging van Grimaucourt-près-Sampigny met de belangrijkste infrastructuur en aangrenzende gemeenten.

## Demografie
Onderstaande figuur toont het verloop van het inwonertal (bron: INSEE-tellingen).